# リンダウ

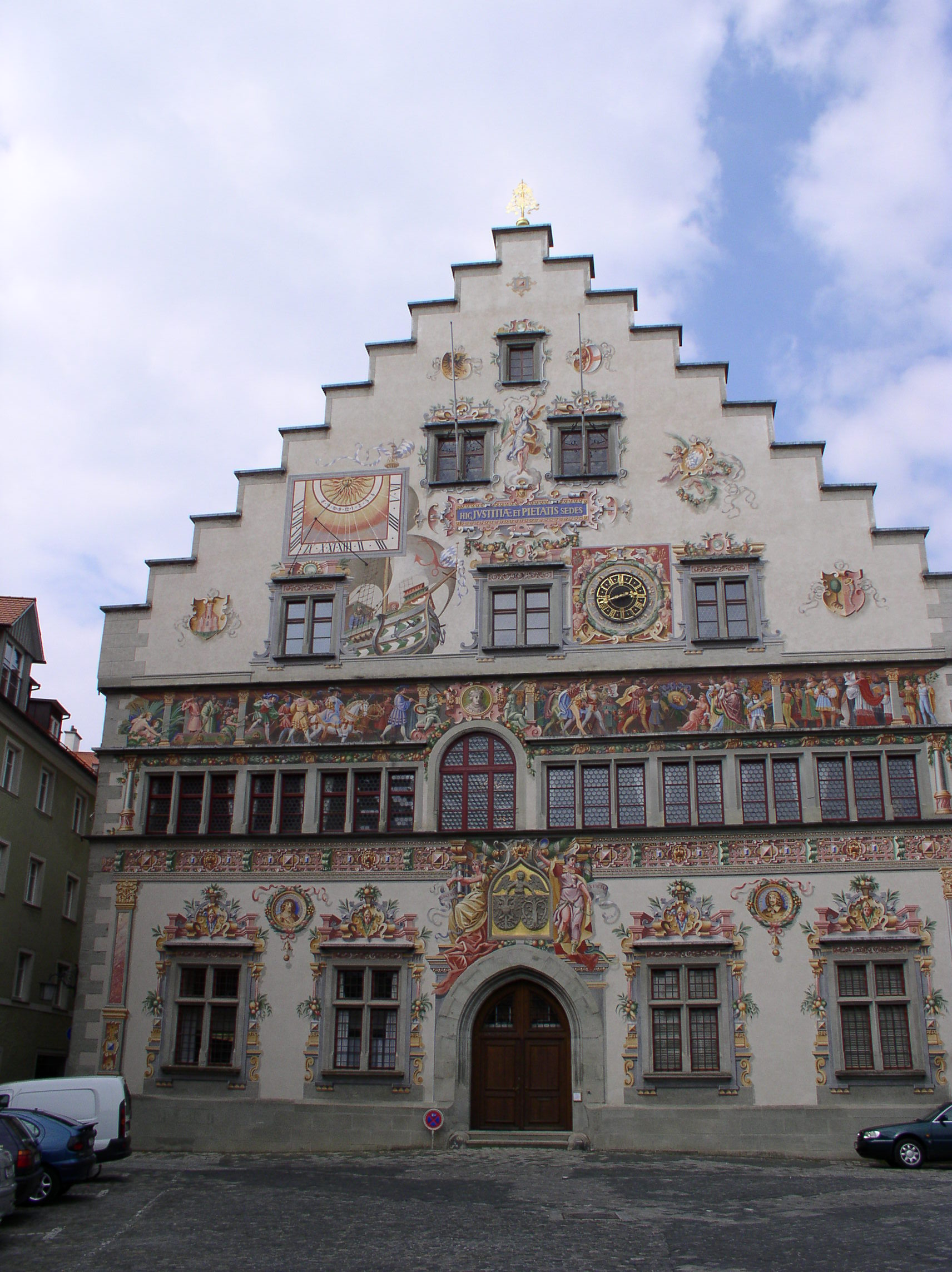
旧市庁舎（1436年の建築）

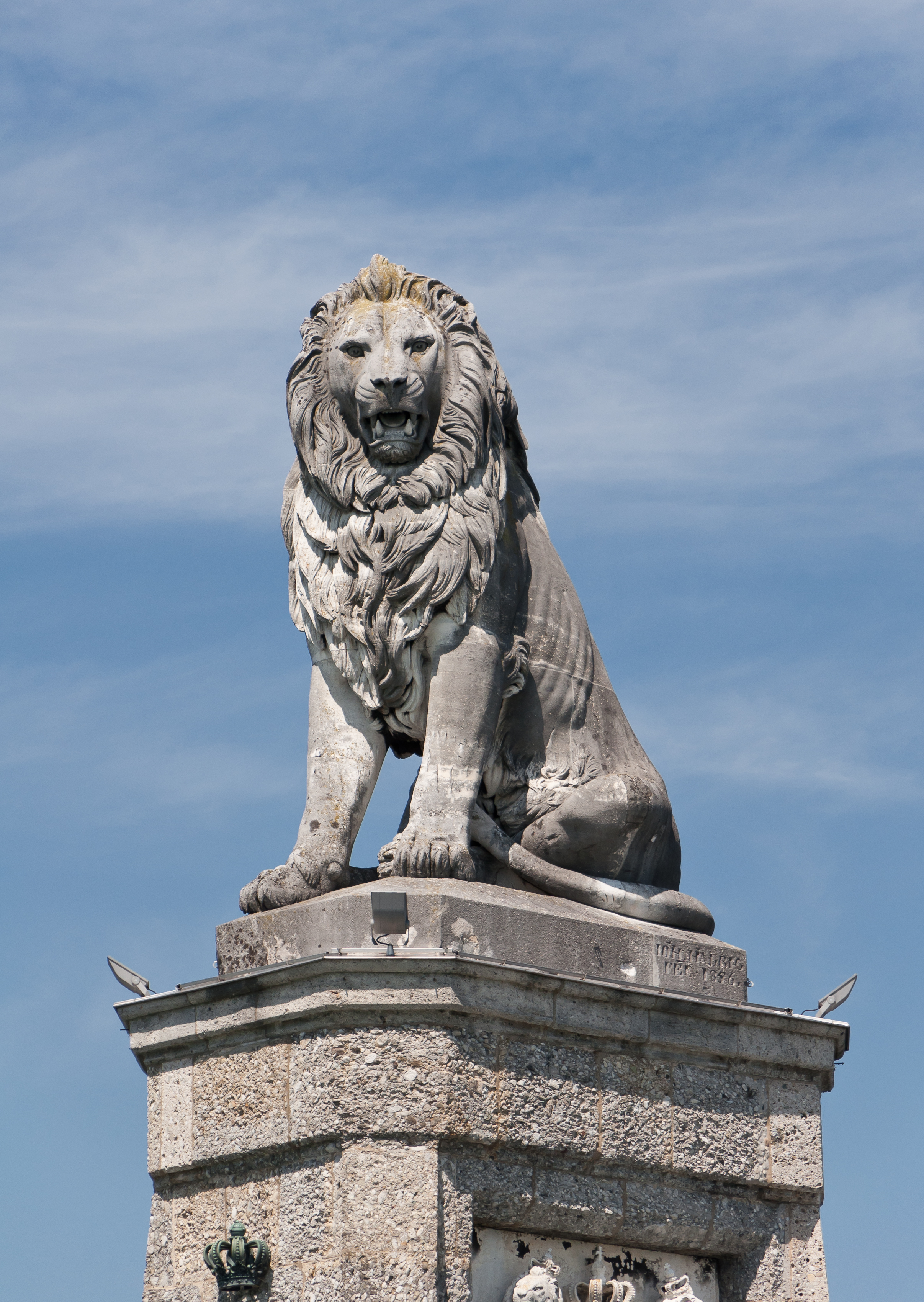
港のライオン像

リンダウ（標準ドイツ語: Lindau、アレマン語: Lindou）は、ドイツ連邦共和国のバイエルン州シュヴァーベン行政管区に属する都市。人口は約2万4千人。

## 地勢・産業
スイス、オーストリア国境に面するボーデン湖に浮かぶ島。鉄道も島まで橋沿いに乗り入れる。観光産業が発展し、多くの観光客を集める。ドイツ・アルペン街道の起点となる街。近隣の都市としては、約20キロメートル北西にフリードリヒスハーフェン、40キロメートル北西にコンスタンツ、30キロメートル南西にスイスのザンクトガレンが位置している。毎年リンダウ・ノーベル賞受賞者会議が開催される。

## 歴史
Lindau の表記は1339年以来のもの。最も古い表記は882年のLintoua。これは古高ドイツ語のlinta（今日のドイツ語Lindeに対応し、「リンデ、シナノキ、ぼだい樹」を意味する）とouwa（「島」）の合成語で、「湖の中のぼだい樹の茂る島」であることを表した地名と思われる。
810年あるいは820年に、おそらくアーダルベルト伯（Graf Adalbert von Rätien）によって、設立された立誓共唱共住会女子修道院（Kanonissenstift）が出発点となった。修道院は839年に公吏不入権（Immunität）を賦与された。叙任権闘争中、北側の湖畔にあった市場集落エシャハ（Äschach）が、より安全なリンダウ島に移された。ホーエンシュタウフェン家の教会守護権（Vogtei）に入った修道院は、1180年ごろ市場集落のためにシュテファン教会を建設した。1216年、計画的都市造成がなされ、石造の市壁内の面積は12ヘクタール弱、人口は2,000人強であった。王権による特権賦与（1274年／1275年伯爵裁判権からの解放Befreiung vom Grafengerichtと守護権の質入れ禁止Nichtverpfändung der Vogtei）と経済的発展、修道院の財政的弱体化により、市は修道院長の支配から脱するようになった。1264年、市参事会は関税・造幣・代官（Amman）に関する権利を獲得した。1345年、ツンフトは参事会に参加した。1396年には流血裁判権（Blutbann）を獲得した。陸上・水上交通の要衝として穀物、ワイン、塩、布のイタリア、南フランス、スイスへの遠隔交易によって栄えた。
1530年ごろ、宗教改革を受け入れた。1803年、市はブレッツェンハイム侯家（Fürsten von Bretzenheim）の手に帰し、侯は修道院も確保してここにリンダウ侯国（Fürstentum Lindau）が生まれた。当時の人口は5,000‐6,000人であった。侯家は翌年、ハンガリーの土地を取得する代わりに侯国をオーストリアに譲渡した。その翌年、リンダウはバイエルンに帰属した。
13世紀、神聖ローマ皇帝のルドルフ1世（Rudolf von Habsburg）によって、帝国自由都市の地位を認められた。中世よりボーデン湖を舞台とした物流の拠点として栄えた。17世紀、三十年戦争でスウェーデン軍が街に迫るが、略奪は免れた。19世紀初頭よりバイエルンの支配下に入った。

## 住民
低地アレマン語に属するボーデン湖アレマン語を話すアレマン系が多い。

## 出身者
- マンフレート・アイヒャー - 音楽プロデューサー